# تيم يونغ
تيم يونغ هو لاعب هوكي الجليد كندي، ولد في 22 فبراير 1955 في سكاربورو، تورنتو في كندا.

## وصلات خارجية
- تيم يونغ على موقع دوري الهوكي الوطني (الإنجليزية)
- تيم يونغ على موقع قاعة مشاهير الهوكي (لاعب أن.إتش.أل) (الإنجليزية)
- تيم يونغ على موقع EliteProspects.com (الإنجليزية)
- تيم يونغ على موقع HockeyDB.com (الإنجليزية)
- تيم يونغ على موقع Hockey-Reference.com (الإنجليزية)